# إعصار الرأس الأخضر
إعصار الرأس الأخضر أو إعصار كاب فيردي هو إعصار أطلسي ينشأ عند خطوط العرض المنخفضة في المحيط الأطلسي الاستوائي من موجة استوائية مرت فوق أو بالقرب من جزر الرأس الأخضر بعد الخروج من ساحل غرب إفريقيا. عادةً ما يحدث هذا في شهري أغسطس وسبتمبر، ولكن في سنوات نادرة (مثل عام 1995) قد يحدث بعض هذا في أواخر يوليو و/أو أوائل أكتوبر. وتتراوح الأعداد من لا شيء إلى حوالي خمسة في السنة - بمتوسط حوالي 2. كما يبلغ متوسط موسم الأعاصير الأطلسية حوالي إعصارين من الرأس الأخضر، وهما غالبًا أكبر وأشد العواصف في الموسم بسبب وجود الكثير من المحيط المفتوح الدافئ الذي يمكن أن يتطور فوقه قبل مواجهة الأرض أو عوامل أخرى تؤدي إلى الضعف. جزء كبير من عواصف الرأس الأخضر كبيرة، وبعضها، مثل الأعاصير ألين وإيفان ودين وإيرما، سجلت أرقامًا قياسية مختلفة. معظم الأعاصير المدارية الأطول عمراً في حوض الأطلسي هي أعاصير الرأس الأخضر. بينما يتحرك العديد منها دون ضرر إلى البحر، يتحرك البعض الآخر عبر البحر الكاريبي إلى خليج المكسيك، ليصبحوا عواصف مدمرة لدول الكاريبي وأمريكا الوسطى والمكسيك وبرمودا والولايات المتحدة وأحيانًا حتى كندا. انطلقت مشاريع بحثية منذ سبعينيات القرن العشرين لفهم كيفية تشكل هذه العواصف وحركتها عبر منطقة التنمية الرئيسية.

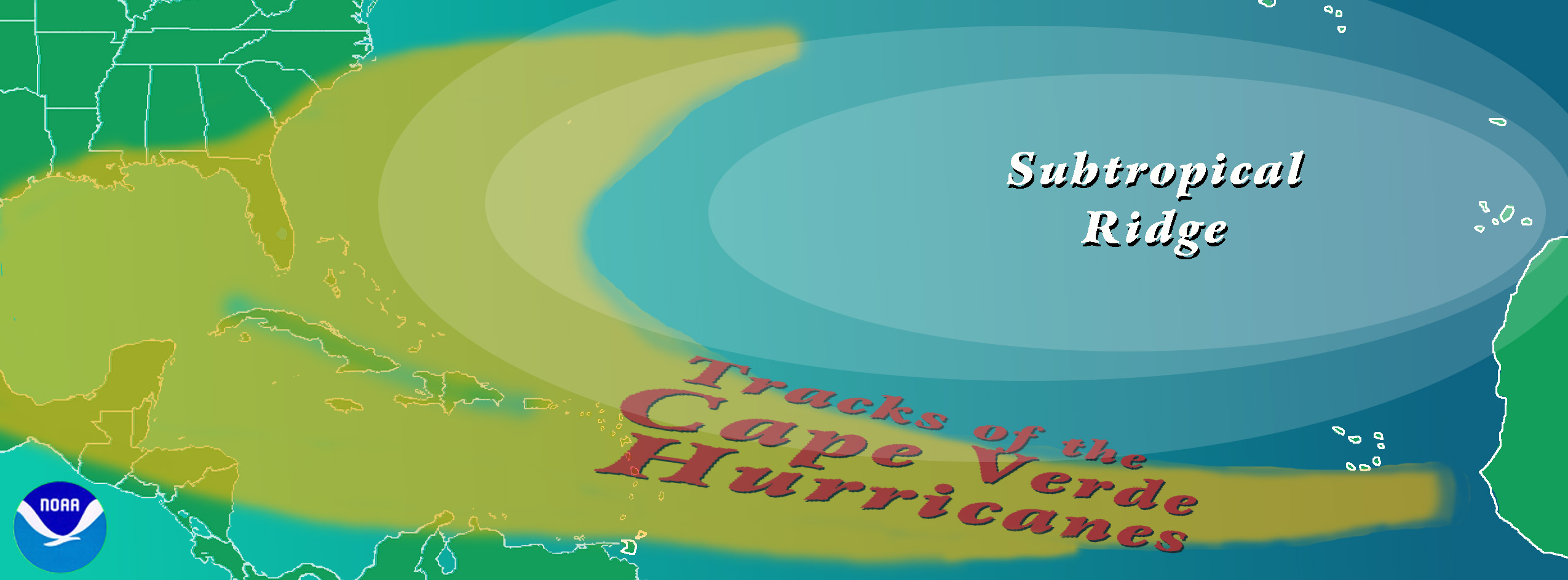
مسارات الأعاصير في الرأس الأخضر

## الأصل
قبل أوائل الأربعينيات من القرن العشرين، كان مصطلح إعصار الرأس الأخضر يشير إلى العواصف التي تتشكل في شهري أغسطس وأوائل سبتمبر إلى الشرق من خرائط رسم السطح المستخدمة في ذلك الوقت.تتطور أعاصير الرأس الأخضر عادةً من الأمواج الاستوائية التي تتشكل في السافانا الأفريقية خلال موسم الأمطار، ثم تنتقل إلى السهوب الأفريقية. تتحرك الاضطرابات بعيدًا عن الساحل الغربي لأفريقيا وتصبح أعاصير مدارية بعد فترة وجيزة من تحركها بعيدًا عن الساحل،ضمن 10 إلى 15 درجة خط عرض، أو 1100 كيلومتر (680 ميل) إلى 1600 كيلومتر (990 ميل)، من جزر الرأس الأخضر وهذا يشمل خطوط العرض الاستوائية شرق خط الطول الأربعين غربًا.

## الأبحاث
شاركت عشرون دولة في مشروع بحث GATE في عام 1974، حيث فحصت طائرات دوغلاس دي سي-6 الأمواج الاستوائية التي تسببت في أعاصير الرأس الأخضر. في عام 2006، كان هناك مشروع بحثي لمدة شهرين يُعرف باسم NAMMA-06 (اختصارًا لأنشطة الرياح الموسمية الأفريقية متعددة التخصصات لوكالة ناسا) والذي طار بطائرات دوغلاس دي سي-8 في اضطرابات الشتلات في شرق المحيط الأطلسي والتي كان من المحتمل أن تصبح أعاصير الرأس الأخضر.